# Oligotrichum parallelum
Oligotrichum parallelum är en bladmossart som beskrevs av Kindberg 1896. Oligotrichum parallelum ingår i släktet Oligotrichum och familjen Polytrichaceae. Inga underarter finns listade i Catalogue of Life.